# Joshua Oppenheimer
Joshua Lincoln Oppenheimer, född 23 september 1974 i Austin, Texas, är en amerikansk-brittisk filmregissör och författare verksam i Köpenhamn.
Joshua Oppenheimers första dokumentära långfilm The Entire History of the Louisiana Purchase från 1997 vann en Gold Hugo på Chicago International Film Festival 1998. 
Mellan åren 2004 och 2014  producerade Oppenheimer en rad filmer i Indonesien, varav de mest uppmärksammade är The Act of Killing och The Look of Silence. Filmerna behandlar den fruktansvärda massakern i Indonesien 1965–1966 på kommunister och misstänkta kommunistsympatisörer. 
The Act of Killing har vunnit flera priser, bland annat en Panorama Audience Award och ett pris på Filmfestivalen i Berlin 2013. Den vann också en Robert och det 66:e Bodilpriset. Filmen blev också tilldelad  Aung San Suu Kyi-priset på Human Rights Human Dignity International Film Festival 2013.

## Filmografi
- Hugh (1995)
- These Places We've Learned to Call Home (1996)
- The Challenge of Manufacturing (1997)
- The Entire History of the Louisiana Purchase (1997)
- The Globalisation Tapes (2003)
- A Brief History of Paradise as Told by the Cockroaches (2003)
- Market Update (2003)
- Postcard from Sun City, Arizona (2004)
- Muzak: a tool of management (2004)
- Show of Force (2007)
- Several Consequences of the Decline of Industry in the Industrialised World, 2008
- The Act of Killing, 2012
- The Look of Silence, 2014